# Casbas de Huesca
Casbas de Huesca – gmina w Hiszpanii, w prowincji Huesca, w Aragonii, o powierzchni 132,69 km². W 2011 roku gmina liczyła 304 mieszkańców.